# Johann Zarco
Johann Zarco (sinh ngày 16 tháng 7 năm 1990) là một tay đua mô tô người Pháp. Zarco đã 2 lần lên ngôi vô địch thể thức Moto2 các năm 2015 và 2016 và từng giành chiến thắng chặng đua thể thức MotoGP. Mùa giải 2024, Zarco thi đấu MotoGP cho đội đua LCR Honda.

## Sự nghiệp
Mùa giải 2009-2011: Zarco thi đấu thể thức 125cc. Thành tích tốt nhất của anh là Á quân mùa giải 2011.
Mùa giải 2012-2016: Zarco thi đấu thể thức Moto2. Anh đoạt chức vô địch các mùa giải 2015 và 2016.
Mùa giải 2017-2018: Zarco chuyển lên thi đấu MotoGP từ năm 2017 ở đội đua Tech 3, một vệ tinh của Yamaha. Ngay ở chặng đua MotoGP đầu tiên trong sự nghiệp-GP Qatar, Zarco đã phải bỏ cuộc. Nhưng đó cũng chỉ là lần bỏ cuộc duy nhất của Zarco trong mùa giải 2017.
Mùa giải này Zarco đã có lần đầu lên podium MotoGP ở GP Pháp và lần đầu giành pole MotoGP ở GP Hà Lan. Cuối mùa giải Zarco có thêm 1 pole nữa ở GP Nhật Bản và 2 podium GP Malaysia và Valencia. Ngoài ra còn có thể kể đến chặng đua GP San Marino, Zarco bị chết máy khi sắp cán đích buộc anh phải đẩy chiếc xe về đích. Zarco kết thúc mùa giải ở vị trí thứ 6, đoạt danh hiệu Tân binh xuất sắc nhất năm.
Mùa giải 2018, Zarco giành pole ngay ở chặng đua mở màn GP Qatar (về đích thứ 8) và sau đó về nhì ở chặng đua thứ 2-GP Argentina, các chặng sau Zarco vẫn duy trì được phong độ ổn định, có thêm vài podium, tiếp tục xếp thứ 6 chung cuộc.
Mùa giải 2019: Zarco chuyển sang đội đua xưởng Red Bull KTM với kỳ vọng sẽ trở thành chủ lực của đội đua này. Tuy nhiên anh đã không thi đấu thành công và bị khủng hoảng tinh thần, phải xin chấm dứt hợp đồng chỉ sau 13 chặng đua.
Cuối mùa giải, Zarco được đội đua LCR Honda chọn để thay thế Takaaki Nakagami (bị chấn thương), song kết quả cũng không quá nổi bật.
Mùa giải MotoGP 2020: Zarco ký hợp đồng trực tiếp với Ducati và được đội đua này cho đội Avintia mượn. Avintia từ lâu luôn nằm trong nhóm các đội đua yếu nhất. Tuy nhiên Zarco đã mang về pole và podium đầu tiên cho đội đua này ở GP Séc, đây là chặng đua thứ 3 của mùa giải.
Sang đến chặng đua thứ 4-GP Áo, Zarco vướng vào một tai nạn cực kỳ nguy hiểm với Franco Morbidelli khiến cả hai bị ngã rất mạnh, còn hai chiếc xe bị văng ra ngoài với tốc độ rất cao suýt va trúng Maverick Vinales và Valentino Rossi ở phía trước. Ở chặng 8-GP Catalunya, Zarco va chạm với Andrea Dovizioso khiến cho cả hai phải bỏ cuộc ngay ở vòng 1.
Chung cuộc thì Zarco ghi được 77 điểm, đứng thứ 13.
Mùa giải MotoGP 2021: Zarco chuyển sang thi đấu cho đội đua Pramac, một vệ tinh khác của Ducati. Tại đây anh làm đồng đội với tân binh Jorge Martín. Sau nửa mùa giải, Zarco đang có được vị trí thứ 2 trên BXH tổng, chỉ sau người đồng hương Fabio Quartararo. Anh đã có 4 lần về nhì ở các chặng đua GP Qatar, GP Doha, GP Pháp và GP Catalunya. Zarco phải một lần phải bỏ cuộc ở GP Bồ Đào Nha do bị hư hộp số. Còn ở GP Đức, tay đua người Pháp đã giành pole để chặn chuỗi 5 pole liên tục của đồng hương Fabio Quartararo, nhưng trong cuộc đua chính anh chỉ về đích ở vị trí thứ 8.

## Thống kê thành tích

### Theo năm
| Năm       | Giải đua  | Xe             | Đội đua                     | Số chặng | Chiến thắng | Podium | Pole | FLap | Điểm   | Xếp hạng | Vô địch |
| --------- | --------- | -------------- | --------------------------- | -------- | ----------- | ------ | ---- | ---- | ------ | -------- | ------- |
| 2009      | 125cc     | Aprilia        | WTR San Marino Team         | 16       | 0           | 0      | 0    | 0    | 32.5   | 20th     | –       |
| 2010      | 125cc     | Aprilia        | WTR San Marino Team         | 17       | 0           | 0      | 0    | 1    | 77     | 11th     | –       |
| 2011      | 125cc     | Derbi          | Avant-AirAsia-Ajo           | 17       | 1           | 11     | 4    | 4    | 262    | 2nd      | –       |
| 2012      | Moto2     | Motobi         | JiR Moto2                   | 17       | 0           | 0      | 0    | 0    | 95     | 10th     | –       |
| 2013      | Moto2     | Suter          | Came IodaRacing Project     | 17       | 0           | 2      | 0    | 2    | 141    | 9th      | –       |
| 2014      | Moto2     | Caterham Suter | AirAsia Caterham            | 18       | 0           | 4      | 1    | 0    | 146    | 6th      | –       |
| 2015      | Moto2     | Kalex          | Ajo Motorsport              | 18       | 8           | 14     | 7    | 1    | 352    | 1st      | 1       |
| 2016      | Moto2     | Kalex          | Ajo Motorsport              | 18       | 7           | 10     | 7    | 4    | 276    | 1st      | 1       |
| 2017      | MotoGP    | Yamaha         | Monster Yamaha Tech3        | 18       | 0           | 3      | 2    | 4    | 174    | 6th      | –       |
| 2018      | MotoGP    | Yamaha         | Monster Yamaha Tech3        | 18       | 0           | 3      | 2    | 0    | 158    | 6th      | –       |
| 2019      | MotoGP    | KTM            | Red Bull KTM Factory Racing | 13       | 0           | 0      | 0    | 0    | 27     | 18th     | –       |
| 2019      | MotoGP    | Honda          | LCR Honda Idemitsu          | 3        | 0           | 0      | 0    | 0    | 3      | 18th     | –       |
| 2020      | MotoGP    | Ducati         | Avintia Esponsorama Racing  | 14       | 0           | 1      | 1    | 1    | 77     | 13th     | –       |
| 2021      | MotoGP    | Ducati         | Pramac Racing               | 18       | 0           | 4      | 1    | 2    | 173    | 5th      | –       |
| 2022      | MotoGP    | Ducati         | Pramac Racing               | 20       | 0           | 4      | 2    | 2    | 166    | 8th      | –       |
| 2023      | MotoGP    | Ducati         | Prima Pramac Racing         | 20       | 1           | 6      | 0    | 2    | 225    | 5th      | –       |
| Tổng cộng | Tổng cộng | Tổng cộng      | Tổng cộng                   | 262      | 17          | 62     | 27   | 23   | 2384.5 |          | 2       |

### Theo giải đua
| Giải đua  | Năm          | Chặng đua đầu tiên | Podium đầu tiên | Chiến thắng đầu tiên | Số chặng | Chiến thắng | Podium | Pole | FLap | Điểm   | Vô địch |
| --------- | ------------ | ------------------ | --------------- | -------------------- | -------- | ----------- | ------ | ---- | ---- | ------ | ------- |
| 125cc     | 2009–2011    | 2009 Qatar         | 2011 Spain      | 2011 Japan           | 50       | 1           | 11     | 4    | 5    | 371.5  | 0       |
| Moto2     | 2012–2016    | 2012 Qatar         | 2013 Italy      | 2015 Argentina       | 88       | 15          | 30     | 15   | 7    | 1010   | 2       |
| MotoGP    | 2017–present | 2017 Qatar         | 2017 France     | 2023 Australia       | 124      | 1           | 21     | 8    | 11   | 1003   | 0       |
| Tổng cộng | 2009–nay     | 2009–nay           | 2009–nay        | 2009–nay             | 262      | 17          | 62     | 27   | 23   | 2384.5 | 2       |

### Kết quả chi tiết
(Chú thích) (Chữ in đậm nghĩa là tay đua giành pole, Chữ in nghiêng nghĩa là tay đua giành fastest lap)
| Năm  | Giải đua | Xe             | 1       | 2       | 3       | 4        | 5       | 6       | 7      | 8       | 9       | 10     | 11      | 12      | 13      | 14      | 15      | 16      | 17      | 18      | 19      | 20      | Xếp hạng | Điểm |
| ---- | -------- | -------------- | ------- | ------- | ------- | -------- | ------- | ------- | ------ | ------- | ------- | ------ | ------- | ------- | ------- | ------- | ------- | ------- | ------- | ------- | ------- | ------- | -------- | ---- |
| 2009 | 125cc    | Aprilia        | QAT 15  | JPN Ret | SPA 13  | FRA Ret  | ITA 6   | CAT 13  | NED 21 | GER 23  | GBR 13  | CZE 11 | INP 23  | RSM 16  | POR 9   | AUS 16  | MAL Ret | VAL 15  |         |         |         |         | 20th     | 32.5 |
| 2010 | 125cc    | Aprilia        | QAT 12  | SPA 7   | FRA 11  | ITA 9    | GBR 8   | NED 12  | CAT 8  | GER 6   | CZE 19  | INP 13 | RSM 12  | ARA 12  | JPN 10  | MAL 11  | AUS Ret | POR Ret | VAL Ret |         |         |         | 11th     | 77   |
| 2011 | 125cc    | Derbi          | QAT 6   | SPA 3   | POR 3   | FRA 5    | CAT 6   | GBR 2   | NED 5  | ITA 2   | GER 2   | CZE 2  | INP 5   | RSM 2   | ARA 2   | JPN 1   | AUS 3   | MAL 3   | VAL Ret |         |         |         | 2nd      | 262  |
| 2012 | Moto2    | Motobi         | QAT 12  | SPA 10  | POR 4   | FRA Ret  | CAT 11  | GBR Ret | NED 8  | GER 11  | ITA 10  | INP 12 | CZE 7   | RSM 10  | ARA 6   | JPN 8   | MAL Ret | AUS 5   | VAL Ret |         |         |         | 10th     | 95   |
| 2013 | Moto2    | Suter          | QAT 12  | AME 6   | SPA 12  | FRA 5    | ITA 3   | CAT 7   | NED 6  | GER 11  | INP 8   | CZE 5  | GBR 7   | RSM 7   | ARA 7   | MAL 6   | AUS Ret | JPN Ret | VAL 3   |         |         |         | 9th      | 141  |
| 2014 | Moto2    | Caterham Suter | QAT 23  | AME Ret | ARG 18  | SPA 8    | FRA Ret | ITA 7   | CAT 3  | NED 4   | GER Ret | INP 10 | CZE 9   | GBR 4   | RSM 3   | ARA 3   | JPN 4   | AUS Ret | MAL 4   | VAL 3   |         |         | 6th      | 146  |
| 2015 | Moto2    | Kalex          | QAT 8   | AME 2   | ARG 1   | SPA 2    | FRA 3   | ITA 2   | CAT 1  | NED 1   | GER 2   | INP 2  | CZE 1   | GBR 1   | RSM 1   | ARA 6   | JPN 1   | AUS 7   | MAL 1   | VAL 7   |         |         | 1st      | 352  |
| 2016 | Moto2    | Kalex          | QAT 12  | ARG 1   | AME 3   | SPA 5    | FRA 24  | ITA 1   | CAT 1  | NED 2   | GER 1   | AUT 1  | CZE 11  | GBR 22  | RSM 4   | ARA 8   | JPN 2   | AUS 12  | MAL 1   | VAL 1   |         |         | 1st      | 276  |
| 2017 | MotoGP   | Yamaha         | QAT Ret | ARG 5   | AME 5   | SPA 4    | FRA 2   | ITA 7   | CAT 5  | NED 14  | GER 9   | CZE 12 | AUT 5   | GBR 6   | RSM 15  | ARA 9   | JPN 8   | AUS 4   | MAL 3   | VAL 2   |         |         | 6th      | 174  |
| 2018 | MotoGP   | Yamaha         | QAT 8   | ARG 2   | AME 6   | SPA 2    | FRA Ret | ITA 10  | CAT 7  | NED 8   | GER 9   | CZE 7  | AUT 9   | GBR C   | RSM 10  | ARA 14  | THA 5   | JPN 6   | AUS Ret | MAL 3   | VAL 7   |         | 6th      | 158  |
| 2019 | MotoGP   | KTM            | QAT 15  | ARG 15  | AME 13  | SPA 14   | FRA 13  | ITA 17  | CAT 10 | NED Ret | GER Ret | CZE 14 | AUT 12  | GBR Ret | RSM 11  | ARA     | THA     | JPN     |         |         |         |         | 18th     | 30   |
| 2019 | MotoGP   | Honda          |         |         |         |          |         |         |        |         |         |        |         |         |         |         |         |         | AUS 13  | MAL Ret | VAL Ret |         | 18th     | 30   |
| 2020 | MotoGP   | Ducati         | SPA 11  | ANC 9   | CZE 3   | AUT Ret  | STY 14  | RSM 15  | EMI 11 | CAT Ret | FRA 5   | ARA 10 | TER 5   | EUR 9   | VAL Ret | POR 10  |         |         |         |         |         |         | 13th     | 77   |
| 2021 | MotoGP   | Ducati         | QAT 2   | DOH 2   | POR Ret | SPA 8    | FRA 2   | ITA 4   | CAT 2  | GER 8   | NED 4   | STY 6  | AUT Ret | GBR 11  | ARA 17  | RSM 12  | AME Ret | EMI 5   | ALR 5   | VAL 6   |         |         | 5th      | 173  |
| 2022 | MotoGP   | Ducati         | QAT 8   | INA 3   | ARG Ret | AME 9    | POR 2   | SPA Ret | FRA 5  | ITA 4   | CAT 3   | GER 2  | NED 13  | GBR Ret | AUT 5   | RSM Ret | ARA 8   | JPN 11  | THA 4   | AUS 8   | MAL 9   | VAL Ret | 8th      | 166  |
| 2023 | MotoGP   | Ducati         | POR 48  | ARG 2   | AME 7   | SPA Ret8 | FRA 36  | ITA 34  | GER 35 | NED Ret | GBR 94  | AUT 13 | CAT 47  | RSM 10  | IND 6   | JPN NC5 | INA Ret | AUS 1   | THA 109 | MAL 128 | QAT 12  | VAL 29  | 5th      | 225  |